# Thủy phi cơ

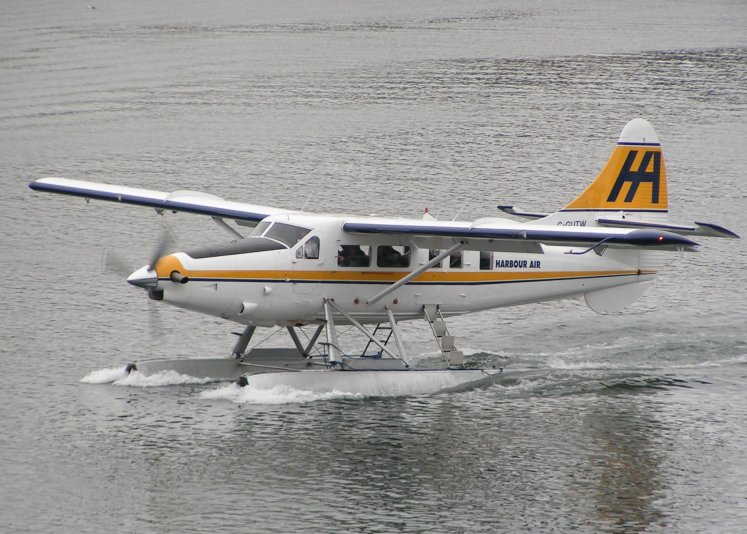
Một chiếc De Havilland Canada DHC-3 Otter mang bản hiệu của "Harbour Air".

Thủy phi cơ là một loại máy bay có cánh cố định, có khả năng hạ và cất cánh trên mặt nước. Thủy phi cơ thường được chia thành hai loại: máy bay đáp trên mặt nước (floatplane) và thuyền bay (flying boat). Các loại phi cơ này được gọi chung trong tiếng Anh là seaplane và đôi khi là hydroplanes (ít được dùng hơn).

## Các loại
Thủy phi cơ được dùng để diễn tả chung hai loại khí cụ bay có thể hạ cất cánh trên mặt nước: phi cơ hạ cất cánh trên mặt nước (floatplane) và thuyền bay (flying boat). 
- Một chiếc máy bay đáp trên mặt nước, có các trái nổi mảnh mai được gắn dưới thân. Thường thì có hai trái nổi nhưng nhiều máy bay loại này trong Chiến tranh thế giới thứ hai có một trái nổi gắn phía dưới thân chính của máy bay và hai trái nổi nhỏ ở hai bên cánh. Chỉ có "các trái nổi" thực sự tiếp xúc với mặt nước. Thân máy bay vẫn nằm trên mặt nước. Một số máy bay mặt đất loại nhỏ có thể được sửa thành máy bay hạ cất cánh trên mặt nước.
- Đối với một thuyền bay, phần nổi chính của nó là thân của chính nó, tương tự như thân của tàu thuyền thông thường giúp chúng nổi trên mặt nước. Đa số các thuyền bay có các trái nổi phụ nhỏ gắn vào hai bên cánh để giữ cho chúng thăng bằng trên mặt nước.

## Hình ảnh

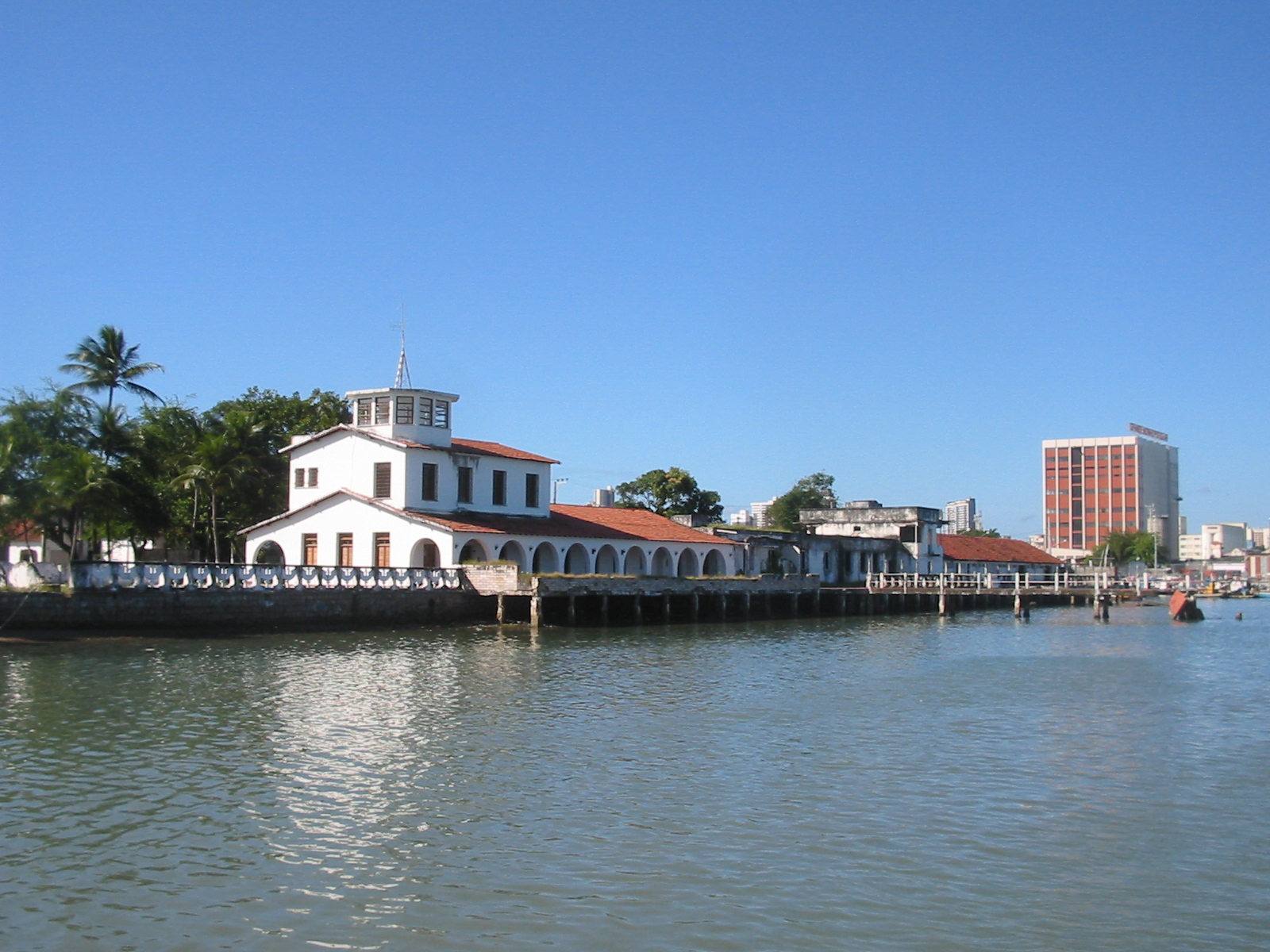
Căn cứ thủy phi cơ ở Natal (Rio Grande do Norte), Brasil.
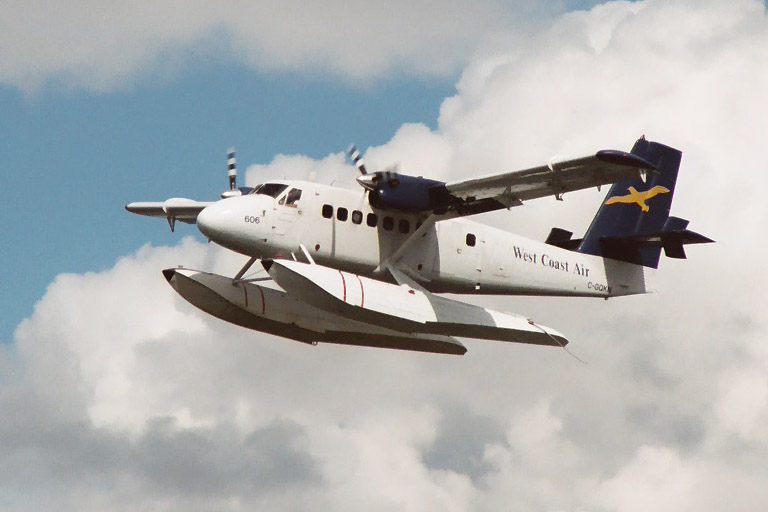
Thủy phi cơ [[De Havilland Canada DHC-6 Twin Otter.
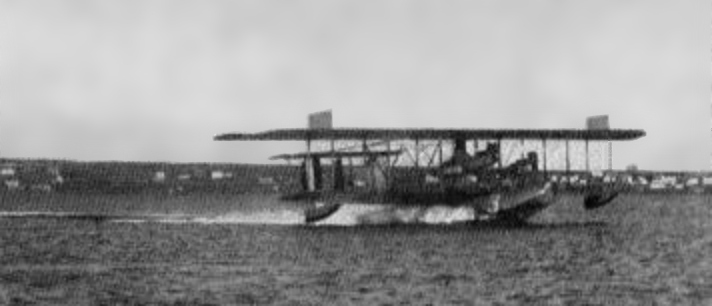
Tàu bay "NC-3" lướt trên mặt nước trước khi cất cánh, 1919.
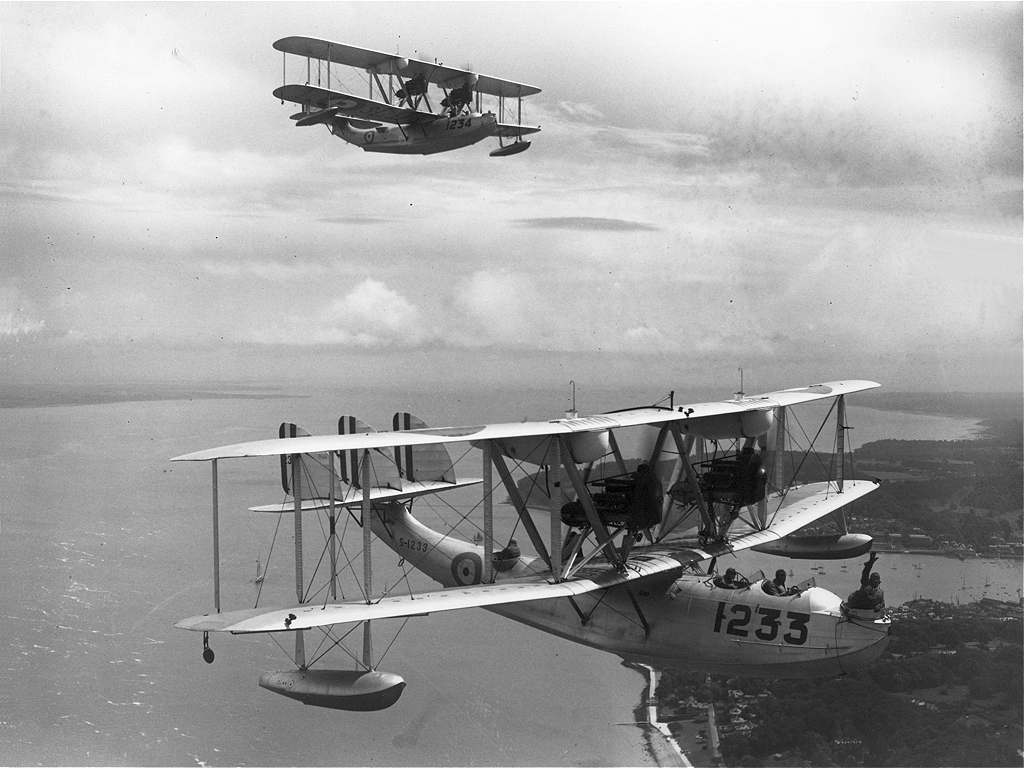
Supermarine Southampton
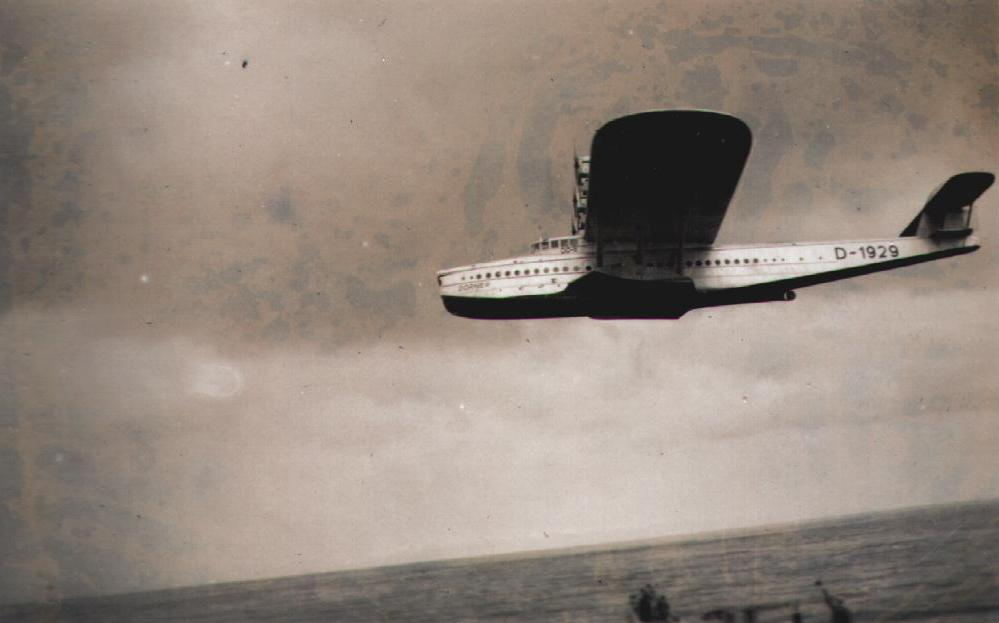
Dornier Do-X bay ngang một thị trấn cảng vùng Baltic, 1930
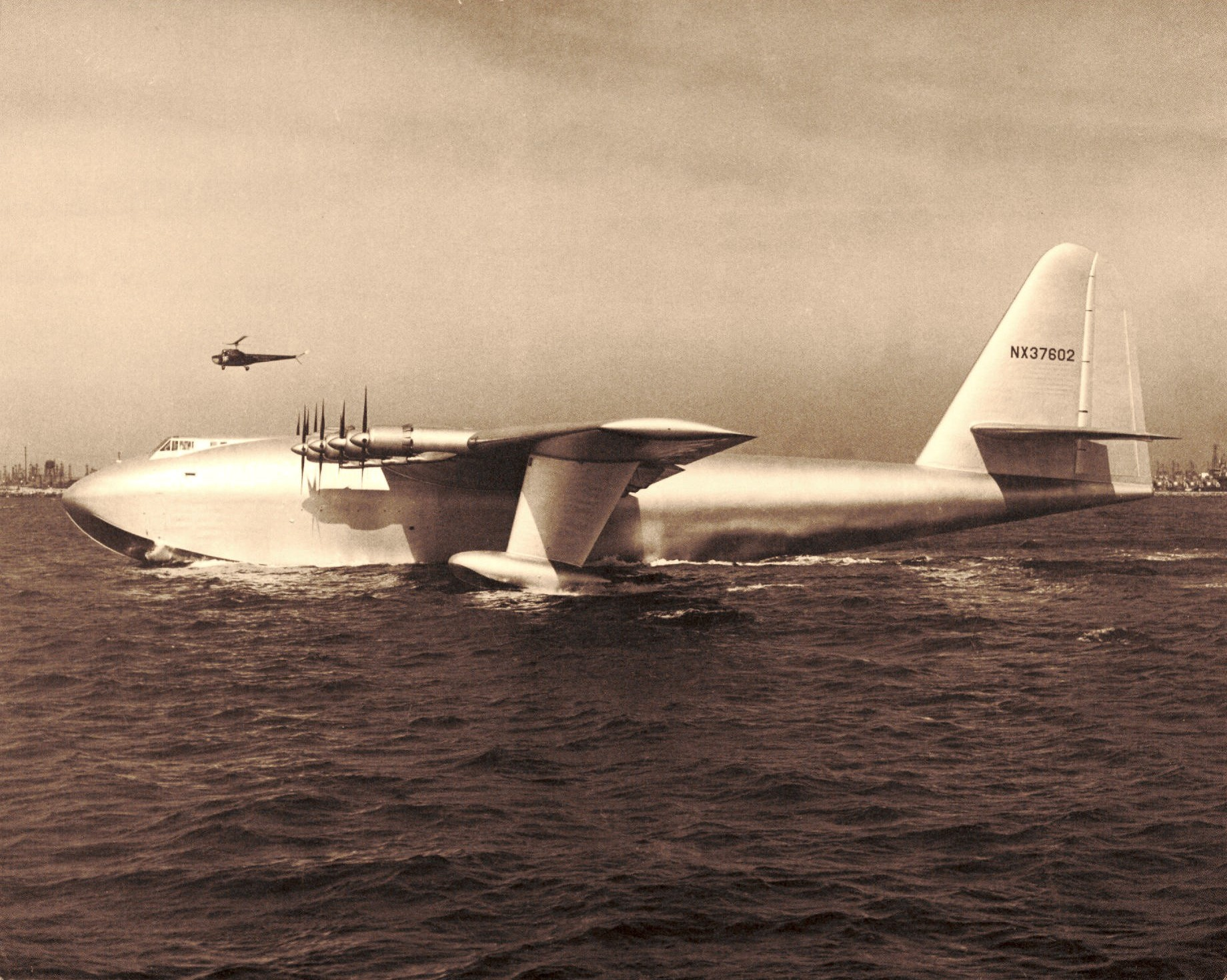
Hughes H-4 Hercules
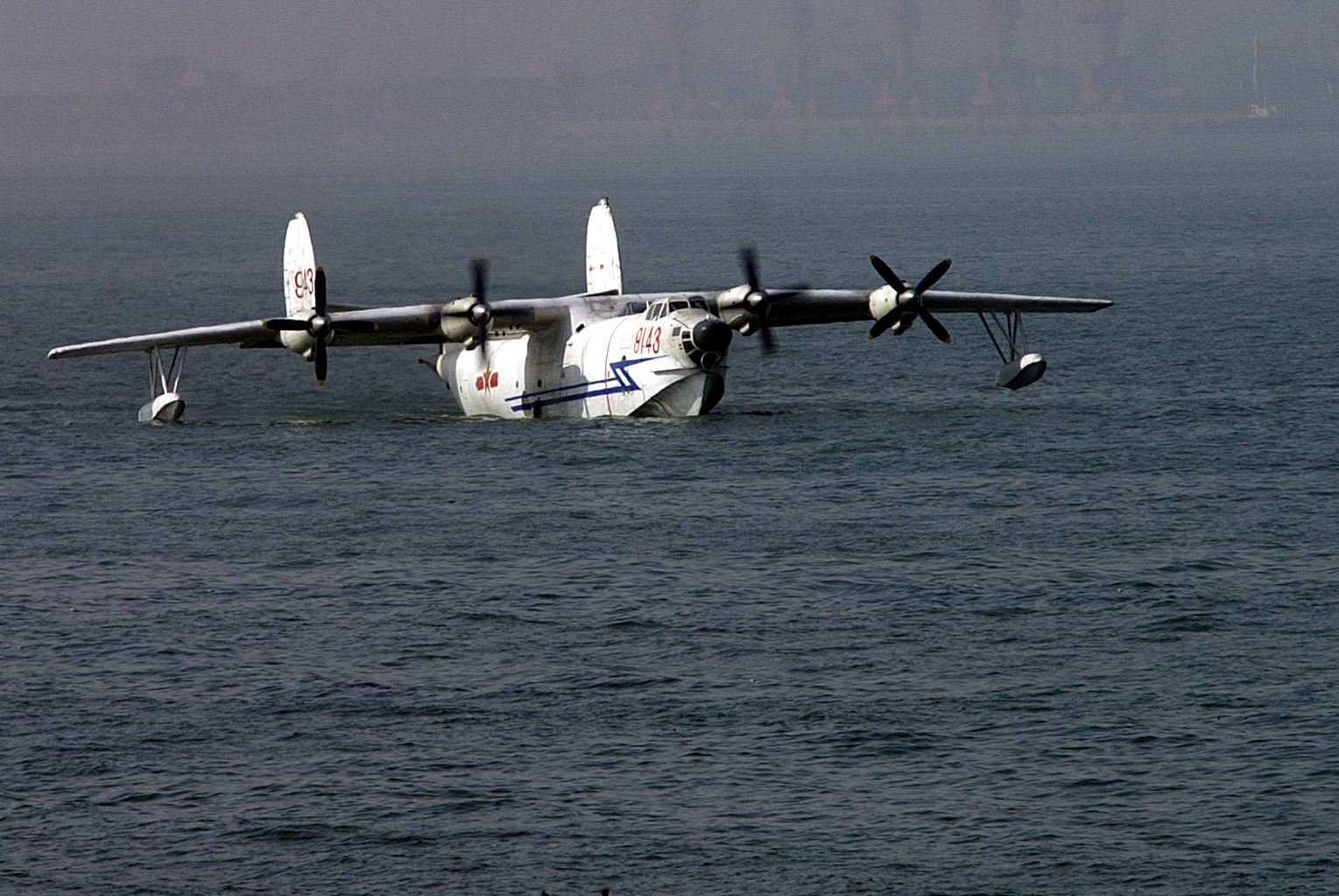
Harbin SH-5 của Trung Quốc
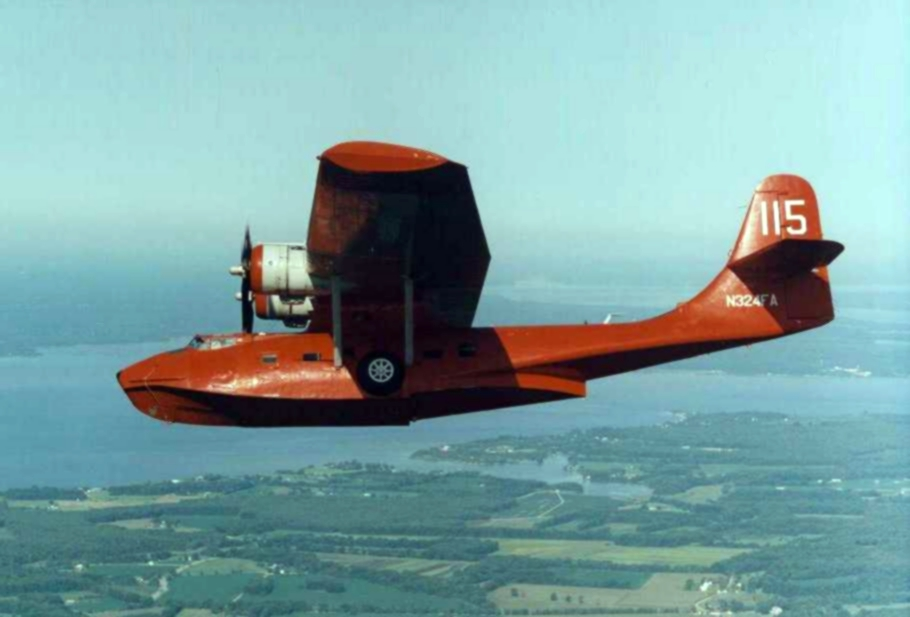
PBY Catalina của Hoa Kỳ phục vụ chữa cháy
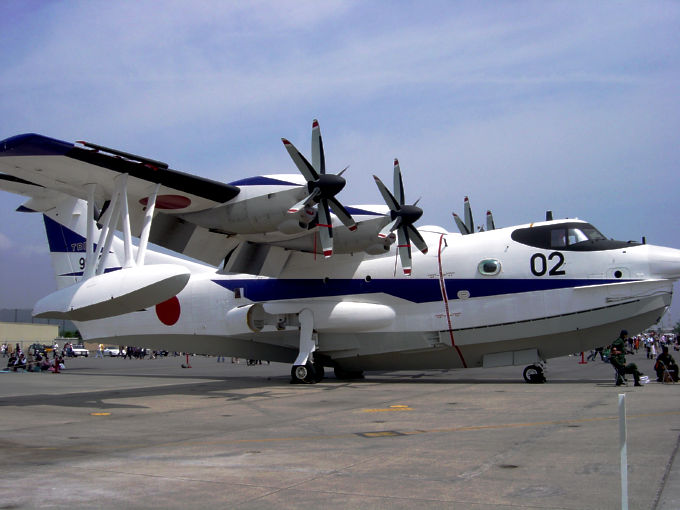
ShinMaywa US-2 của Nhật Bản